# YSlow
YSlow es una extensión de desarrollo para el navegador web Mozilla Firefox, destinada a analizar el rendimiento de páginas web. YSlow necesita y se integra con la extensión Firebug.

## Características
- Información sobre el rendimiento de la aplicación web.
- Resumen HTTP/HTML
- Listado de los componentes de una página.
- Herramientas como JSLint.

## Vistas

### Rendimiento (Performance)
YSlow analiza cualquier página web y genera una calificación para cada regla definida. Si la página tiene aspectos mejorables, la extensión ofrece una lista de sugerencias con los cambios.

### Estadísticas (Stats)
YSlow calcula el tamaño total de la página web y ofrece información sobre las cookies.

### Componentes (Componets)
Desde esta vista, se puede ver una lista de todos los componentes incluidos en una página web, así como su tipo, URL, fecha de expiración, estado del gzip, tiempo de carga, tamaño y ETag. También permite ver las cabeceras de respuesta HTTP para cualquier componente.

## Licencia
La mayoría de las partes de YSlow están licenciadas bajo la Licencia Pública de Mozilla versión 1.1, con algunas excepciones. YSlow incluye jslint, desarrollado por Douglas Crockford, que está licenciado bajo una licencia de tipo BSD. También incluye partes de la biblioteca YUI, licenciada bajo una licencia BSD.